# Bor (grad)
Bor je grad i općina na istoku Srbije, u Timočkoj krajini. Grad je poznat po rudnicima bakra, industriji (posebno obojenoj metalurgiji). 
Bor je administrativno središte Borskog okruga.

## Stanovništvo
Prema popisu iz 1991. godine, općina Bor je imala 59.900 stanovnika, od toga apsolutnu većinu Srba. 
Prema popisu stanovništva iz 2002. godine u gradu je živjelo 39.500 stanovnika.
U općini je živjelo 55.817 stanovnika, od toga:
- Srbi = 39.989 (71,64 %)
- Vlasi = 10.064 (18,03 %)
- Romi = 1.259 (2,26 %)
- ostali.

Smanjenje broja stanovnika se pripisuje zagađenju zraka koje je mnoge stanovnike prisililo na iseljavanje.

## Ekonomija i gospodarstvo
Od sredine 1990-ih i za vrijeme sankcija protiv Savezne republike Jugoslavije, proizvodnja u rudniku bakra je pala u odnosu na prosperitetne 1970-ih i 1980-ih. To se objašnjava dijelom zbog iscrpljivanja rude a dijelom zbog nemogućnosti nabave nove opreme. Smanjenje proizvodnje bakra se snažno odrazilo na grad. 
Kako je u Boru prisutan veliki broj privrednih aktivnosti, posebno u području rudarstva, grad proživljava ekonomski rast. Tako je za 2023. godinu proračun grada Bora iznosio 58 milijuna eura, dok za 2024. godinu gradsko rukovodstvo predviđa još veći proračun od 66,6 milijuna eura. 
| Grad    | Broj stanovnika (2022) | Budžet (RSD)    | Budžet po stanovniku (RSD) | Budžet po stanovniku (EUR) | година |
| ------- | ---------------------- | --------------- | -------------------------- | -------------------------- | ------ |
| Bor     | 40.845                 | 6.400.000.000   | 156.689,925                | 1336,67                    | 2023   |
| Zaječar | 48.621                 | 1.990.000.000   | 40.928,81677               | 349,15                     | 2023   |
| Niš     | 249.501                | 13.307.000.000  | 53.334,45557               | 454,97                     | 2023   |
| Beograd | 1.681.405              | 205.500.000.000 | 122.219,21548              | 1042,61                    | 2023   |

Gospodarstvo je isključivo usmjereno na rudarstvo i ne postoje razvijene prateće grane poput elektronike, strojogradnje ili IT industrije, koje se lako mogu povezati s sektorom rudarstva bojnih metala. Stoga, bez obzira na dobre ekonomske parametre, u posljednjem desetljeću Bor je napustilo gotovo 7000 ljudi.
Do nedavno, grad nije imao ni jedan komercijalni trgovački centar, pa su građani morali odlaziti do Zaječara, Niša, Kragujevca ili Beograda kako bi zadovoljili te potrebe. Međutim, to se promijenilo, a Bor će svoju prvu šoping zonu dobiti 2023. godine.

## Vanjske poveznice
- Službena stranica općine Bor
- Bor 030 - Stranica grada Bora
- Timočka Krajina